# Málinec
Málinec – wieś (obec) na Słowacji położona w kraju bańskobystrzyckim, w powiecie Poltár.

## Położenie
Leży u południowych podnóży Rudaw Weporskich, w górnej części doliny Ipoli. Centrum wsi leży na wysokości 290 m n.p.m., lecz otaczające ją grzbiety sięgają 400–500 m wyżej. Najwyższym punktem jest szczyt Bykovo (1110 m n.p.m.), usytuowany na prawym brzegu Ipoli, ok. 9 km na północ od centrum wsi.

## Historia
Pierwsze wzmianki o miejscowości pochodzą z roku 1514. Należała do feudalnego „państwa” z siedzibą na zamku Divín. Była bardzo rozległą wsią: jej obszar wynosił pierwotnie ok. 96 km². Poza samym „centrum” wsi obejmowała 16 osad i przysiółków (miejsc. „łazów”), rozrzuconych w górze doliny i po otaczających ją stokach. Mieszkańcy zajmowali się hodowlą i pracą w lasach, ale także wydobyciem rud żelaza czy kamienia budowlanego. W XIX w. rozwinął się drobny przemysł: działała niewielka huta żelaza, huta szkła (od 1852 r.), warzelnia potażu, papiernia.

## Demografia
Według danych z dnia 31 grudnia 2012, wieś zamieszkiwały 1524 osoby, w tym 778 kobiet i 746 mężczyzn.
W 2001 roku rozkład populacji względem narodowości i przynależności etnicznej wyglądał następująco:
- Słowacy – 96,24%
- Czesi – 0,21%
- Romowie – 2,87%
- Ukraińcy – 0,07%
- Węgrzy – 0,21%

Ze względu na wyznawaną religię struktura mieszkańców kształtowała się w 2001 roku następująco:
- Katolicy rzymscy – 32,38%
- Grekokatolicy – 0,14%
- Ewangelicy – 51,33%
- Prawosławni – 0,14%
- Ateiści – 13,96%
- Przedstawiciele innych wyznań – 0,21%
- Nie podano – 1,78%

## Inne
Na terenie katastralnym Málinca znajduje się zbiornik wodny Málinec, utworzony przez przegrodzenie Ipoli zaporą wodną ok. 2,5 km powyżej centrum wsi.
Na lewym brzegu doliny Ipoli (dziś nad wschodnim brzegiem zbiornika zaporowego, poniżej nowej drogi) źródło mineralne "Šťavica" - naturalna szczawa żelazista. Jego lecznicze właściwości były znane już w XIX w. Przyjeżdżali korzystać z niego goście m.in. z Łuczeńca, Rymawskiej Soboty, a nawet z Budapesztu. Obecnie obudowane, z ogólnodostępnym ujęciem.

## Obiekty zabytkowe

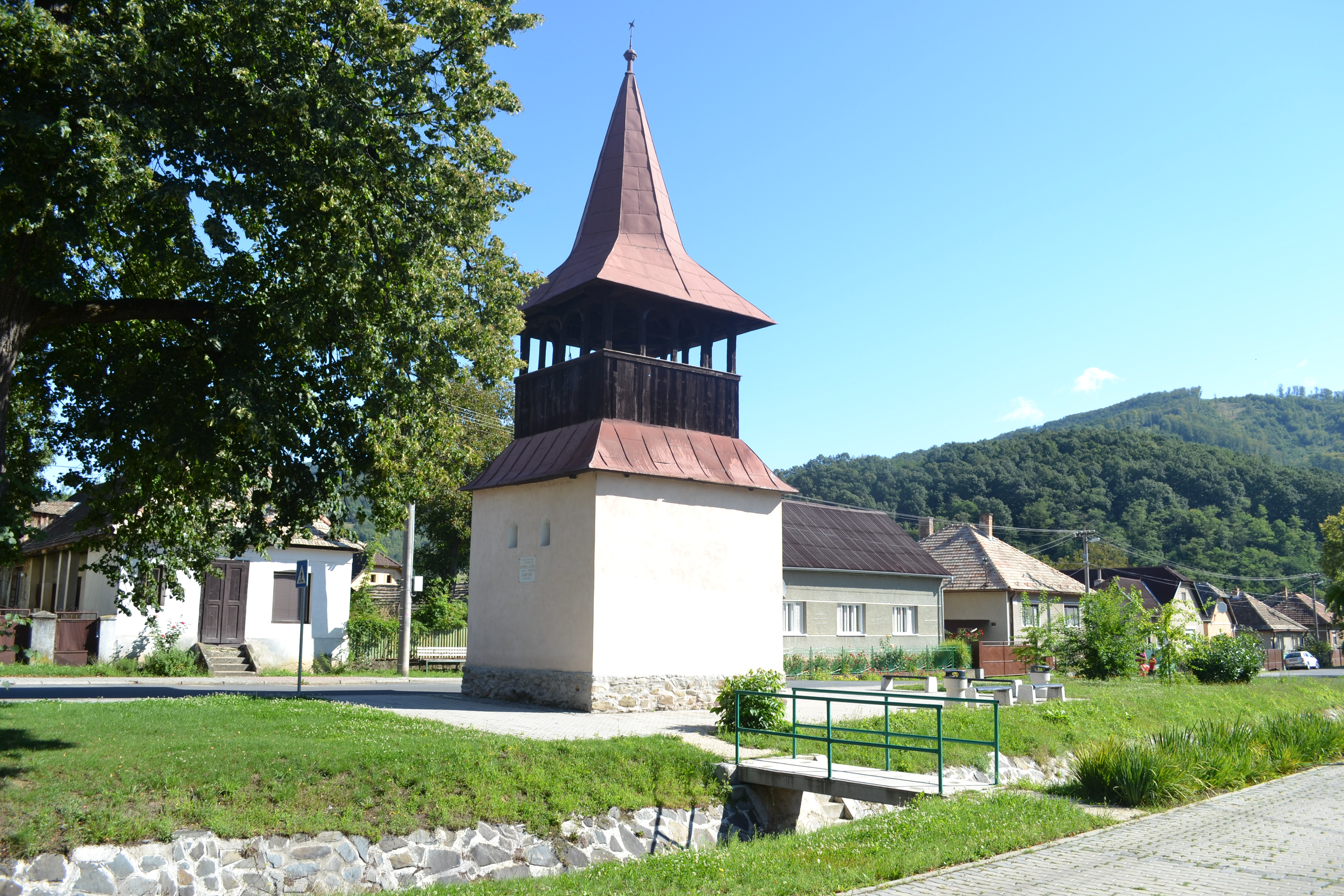
Dzwonnica wiejska w Málincu

- Dzwonnica wiejska późnobarokowa z 1763 r., murowana z drewnianym pięterkiem, nakrytym wysokim dachem wieżowym. Restaurowana w latach 1924 i 2004.[8]
- Kościół ewangelicki tzw. tolerancyjny, klasycystyczny z 1795 r. z dzwonnicą dobudowaną w 1820 r. Murowany, jednonawowy, z koliście zamkniętym prezbiterium. Ołtarz, ambona i kamienna chrzcielnica z 1820 r., klasycystyczne.[9]
- Chałupa drewniana, zrębowa, z połowy XIX w. Rekonstruowany w 2006 r. Obecnie muzeum wiejskie.[8]
- Kapliczka w osiedlu Dobrý Potok (dawniej Ipeľský Potok) - murowana z 1932 r. z drewnianą wieżyczką. Gruntownie remontowana w roku 1975.[8]